# OWA-Kandelaber

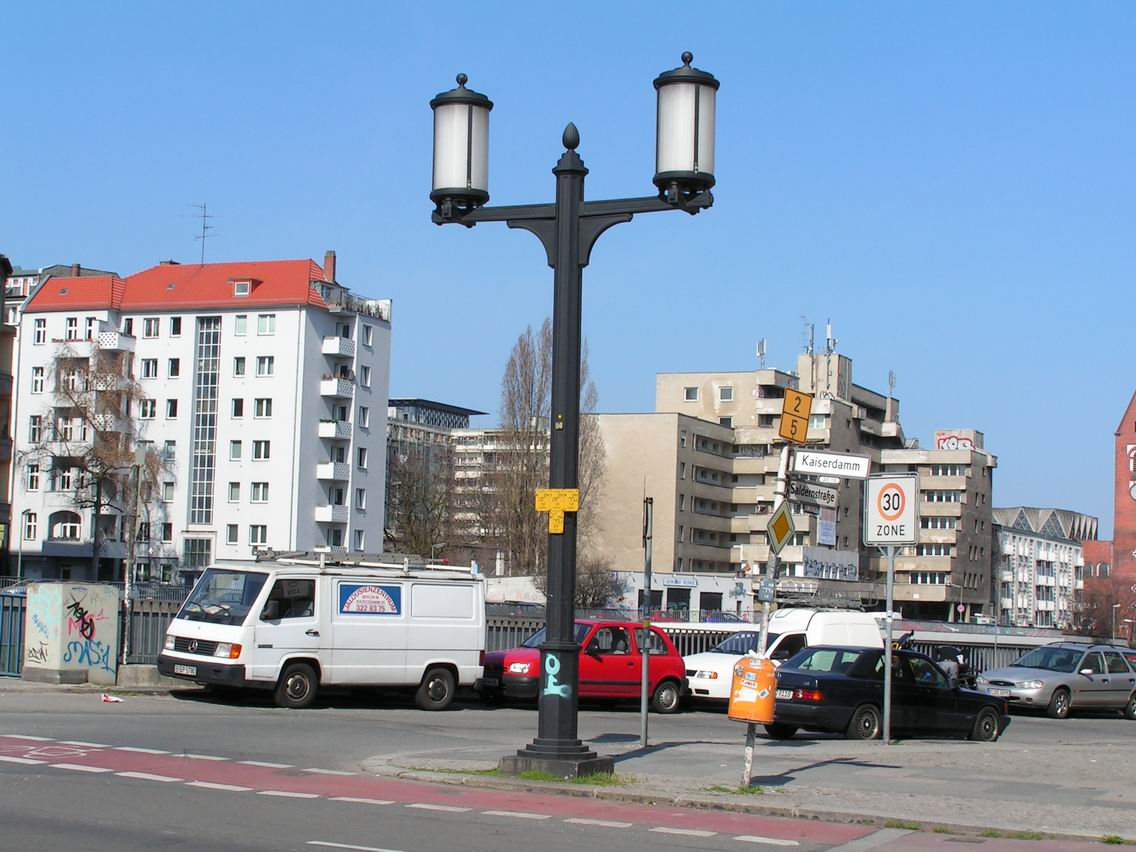
OWA-Kandelaber am Kaiserdamm

Die OWA-Kandelaber, auch als Speer-Kandelaber bezeichnet, wurden 1934/1935 von Albert Speer für die monumentale Gestaltung der Ost-West-Achse in Berlin entworfen und zu den Olympischen Spielen 1936 in Betrieb genommen.

## Geschichte und Kurzbeschreibung
Mit Einführung der elektrischen Straßenbeleuchtung in Berlin wurden Straßenzüge mit besonderer Bedeutung mit aufwändig gestalteten Kandelabern ausgestattet. Hierzu zählten u. a. die Schupmann-Kandelaber von 1888 für den Boulevard Unter den Linden oder die Hardenberg-Kandelaber um 1900 für die gleichnamige Straße in der damals noch eigenständigen Stadt Charlottenburg.
Als in den 1930er Jahren die Ost-West-Achse neu gestaltet wurde, sollten mit Rücksicht auf die bereits in der Planungsphase befindliche Nord-Süd-Achse mit den repräsentativen Bauten keine Beleuchtungseinrichtungen die Straße überspannen. Deshalb entwickelte die Berliner Kraft- und Licht-Aktiengesellschaft (Bewag) neue Leuchten, für die Albert Speer die äußere Hülle gestaltete. Die gebräuchliche Abkürzung lautete OWA-Kandelaber und bezog sich auf die Anfangs-Buchstaben der Ost-West-Achse.
Diese Kandelaber standen ursprünglich zwischen dem heutigen Theodor-Heuss-Platz und dem Brandenburger Tor. Nach den kriegsbedingten Zerstörungen wurden die instandgesetzten Kandelaber auf den Abschnitt zwischen dem Theodor-Heuss-Platz und dem S-Bahnhof Tiergarten konzentriert.
Anfang der 1950er Jahre wurden im Ostteil Berlins mit den Paulick-Kandelabern für die Beleuchtung der Stalinallee, der heutigen Karl-Marx-Allee, ähnlich monumentale Kandelaber entworfen.